# 圣欧班德梅多克
圣欧班德梅多克（法語：Saint-Aubin-de-Médoc，法語發音：[sɛ̃.t‿obɛ̃ də medɔk]，意为“梅多克的圣欧班”）是法国吉伦特省的一个市镇，属于波尔多区。

## 地理
圣欧班德梅多克（44°54'43"N, 0°43'31"W）面积34.72 平方千米，位于法国新阿基坦大区吉倫特省，该省份为法国西南部沿海省份，是法國本土面积最大的省，北起滨海夏朗德省，西临大西洋，南至朗德省，东南接洛特-加龍省，东临多爾多涅省。
与圣欧班德梅多克接壤的市镇（或旧市镇、城区）包括：阿尔萨克、圣梅达尔昂雅勒、阿旺桑、勒皮扬梅多克、萨洛讷、勒塔扬梅多克。
圣欧班德梅多克的时区为UTC+01:00、UTC+02:00（夏令时）。

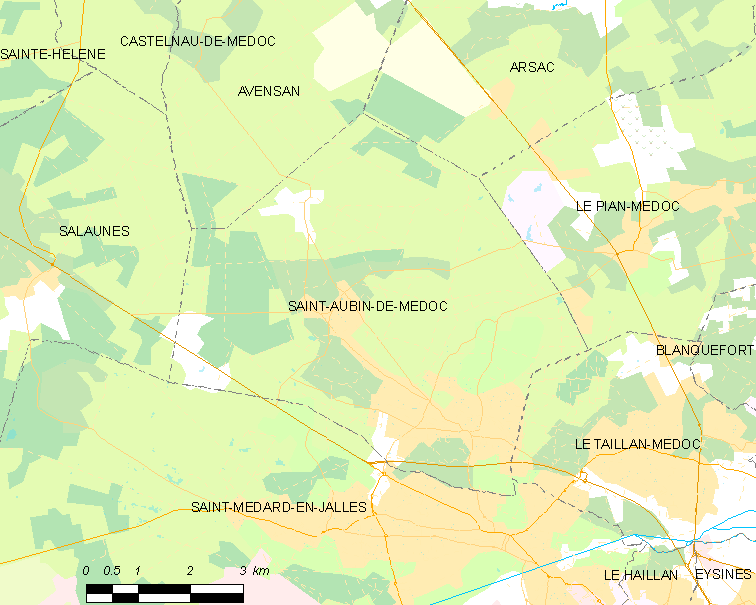
圣欧班德梅多克的OSM定位图

## 行政
圣欧班德梅多克的邮政编码为33160，INSEE市镇编码为33376。

## 政治
圣欧班德梅多克所属的省级选区为圣梅达尔昂雅勒县。

## 人口

1962-2008年间圣欧班德梅多克人口变化图示

圣欧班德梅多克于2022年1月1日时的人口数量为7764人。